# Harb ibn Umayya
Harb ibn Umayyah ibn Abd Shams al-Umawi al-Qurashi al-Kinani. Nació en La Meca en el año 544 d. C. era de los Hanafis de La Meca, lo que significa que no adoraba a un ídolo como lo hacían algunos árabes. Es el abuelo de Muawiyah bin Abi Sufyan, el fundador de la dinastía Omeya en Damasco, y es el príncipe de Quraish y Kinana, y Harb fue una razón para la entrada de la escritura árabe en La Meca .